# Бред Барит
Бред Барит (енгл. Brad Barritt; 7. август 1986) професионални је рагбиста који тренутно игра за рагби јунион тим Сарасенсе. Иако је рођен у ЈАР, Брит игра за енглеску репрезентацију.

## Биографија
Висок 185 цм, тежак 96 кг, Барит је пре Сарасенса играо за екипу Шаркса. За репрезентацију Енглеске до сада одиграо 26 тест мечева и постигао 10 поена.